# 220 (число)
220 (Дві́сті два́дцять) — натуральне число між 219 та 221.
- 220 день в році — 8 серпня (у високосний рік 7 серпня).

## У математиці
- 220 складає пару дружніх чисел з 284.

## В інших галузях
- 220 рік, 220 до н. е.
- 220 вольт — напруга в електричній мережі України та інших країнах.
- В Юнікоді 00DC16 — код для символу «U» (Latin Capital Letter U With Diaeresis).
- NGC 220 — розсіяне скупчення в сузір'ї Тукан.
- «220» — другий сингл групи «Тату».
- «220V» — другий альбом співачки «Мари».

## Цікаві факти
- Піфагор на питання, що таке друг, відповів: «це друге я, як числа 220 і 284».